# 毛里斯·巴列奥洛格

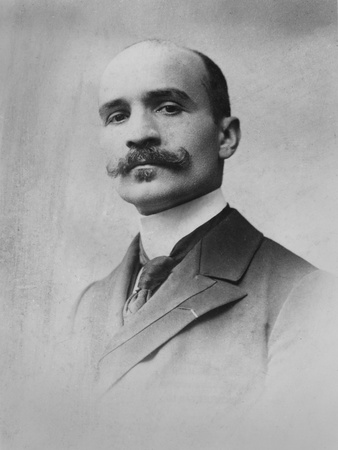
毛里斯·巴列奥洛格

乔治·毛里斯·巴列奥洛格（法語：George-Maurice Paléologue，1859年1月13日—1944年11月23日）是一名法国外交官、史学家和散文作家。他在法国参与第一次世界大战的问题上起到了重要作用，在出任法国驻俄罗斯帝国大使期间，他支持了俄国对德国的动员，这最终将其引向了全面战争。

## 出身
毛里斯是瓦拉几亚革命者亚历山德鲁·帕里奥洛古之子，其父因于1848年瓦拉几亚革命尝试刺杀格奥尔基·比贝斯库亲王而流亡法国。亚历山德鲁是伊丽莎白·巴卡雷斯库的三个私生子之一，其母亲的家族是波雅尔。他和他的兄弟们后来由伊丽莎白的姐妹佐伊抚养，并使用了娘家姓氏帕里奥洛古。毛里斯的家庭与拜占庭的巴列奥略王朝之间的关系有些可疑，这一家族在17世纪末时开始称自己为巴列奥略王朝的后裔。他们来源于君士坦丁堡的法纳尔人，尔后迁徙至瓦拉几亚并成为波雅尔。德国学者马丁·克鲁修斯认为这一法纳尔巴列奥略家族的谱系是真实的。

## 履历
毛里斯于1880年进入法国外交部工作，最初被题名为驻丹吉尔、北京和罗马的领事秘书。1901年成为全权大使。1907年至1912担任驻索菲亚大使，1914年至1917年担任驻俄大使。在亚历山大·米勒兰内阁中，毛里斯曾担任其外交部秘书长。在其外交使命之外，他还为书刊《两世界评论》写过小说和散文且常常造访罗萨莉·冯·古特曼的文学沙龙。
法国历史学家儒勒·伊萨克曾强烈指摘毛里斯玩忽职守，而毛里斯则以“通讯不畅”为由为自己辩护，在其著作《大战时的沙皇俄国》中也是如此。1937年，他接受历史学家皮耶尔·勒努万的采访，期间毛里斯承认“他曾判断大战是不可避免且必须的”。这意味着他对挑起战端负有责任，因为他并没有及时照会本国政府，这是一项重大的失误。列夫·托洛茨基在《俄国革命史》中曾多次引用巴列奥洛格在任时的见闻。
毛里斯去世后被安葬于帕西公墓，位于第十六排，罗曼诺夫皇族格奥尔基·米哈伊洛维奇伯爵母子坟茔之后。